# 冠突散囊菌
冠突散囊菌（学名：Eurotium cristatum）是属于散囊菌目髮菌科散囊菌属的一种真菌，可生长在土壤、茯磚茶、冬虫夏草、中药片、木屑等基物上。该种分布于中国、南非、以色列、瑞士、英国、美国等地。
冠突散囊菌是小冠曲霉（Aspergillus cristatellus）的有性型。